# Lucas (Teksas)
Lucas – miasto w Stanach Zjednoczonych, w stanie Teksas, w hrabstwie Collin.
Zostało nazwane na cześć pierwszych osadników na tym obszarze, prawa miejskie uzyskało zaś w 1970 roku, gdy stało się miejscem zamieszkania pracowników z Dallas.

## Demografia
Według przeprowadzonego przez United States Census Bureau spisu powszechnego w 2010 roku miasto liczyło 6 028 mieszkańców. Natomiast skład etniczny w mieście wyglądał następująco: Biali 86,9%, Afroamerykanie 4,0%, Azjaci 0,6%, pozostali 8,5%.